# Saledizo

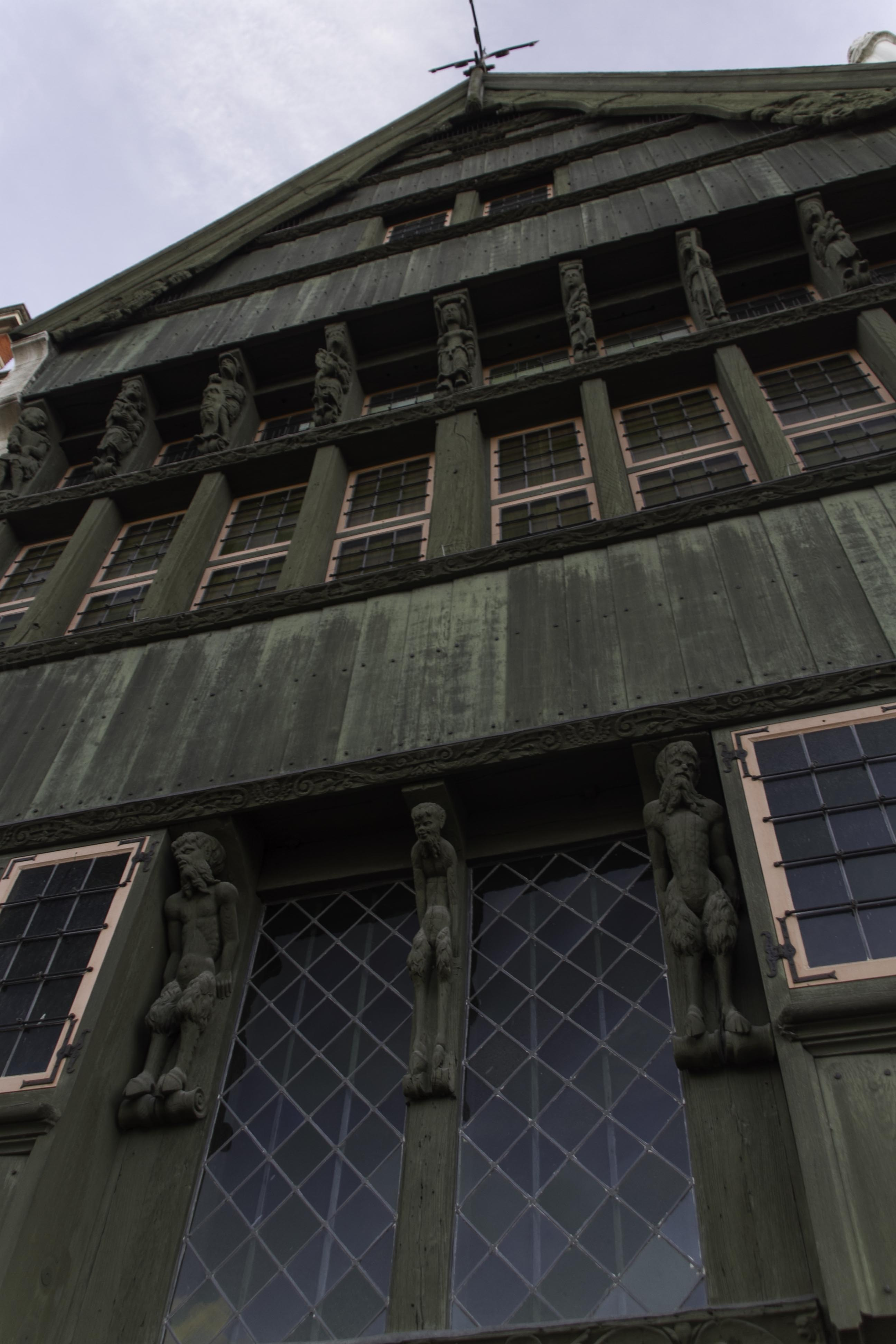
Casa gótica en saledizo en Mechelen (Bélgica) con el piso superior reposando sobre ménsulas

En arquitectura se llama saledizo a la construcción saliente colocada en vago, sostenida por medio de hiladas que sobresalen unas de otras o por medio de vigas o de ménsulas apoyadas sobre un muro. 
La mayor parte de las casas góticas ofrecen las fachadas en saledizo. Cada piso forma saledizo sobre el que está debajo y en virtud de este sistema, en ciertas callejuelas demasiado estrechas los aleros a veces muy elevados de las casas de cada lado de la calle se aproximan casi hasta tocarse. Se advierte en gran número de edificios de la época gótica galerías, pasadizos, arcadas, torreoncitos en saledizo, es decir, que reposan sobre ménsulas, molduras adornadas u otros motivos de ornamentación que sobresalen de la superficie mural inferior. También se llama así a los techos a una sola vertiente colgados o apoyados contra una techumbre formando cobertizo. 
Se conoce también como saledizo al saliente o alero, la parte de una techumbre con poca anchura que queda colgada destinada a proteger de la lluvia una parte de la construcción. En las construcciones antiguas había por lo general saledizos encima de cada una de las aberturas del muro. La superficie horizontal de los mismos a veces es lisa y a veces, está decorada con casetones o modillones adornados con gotas. Casi siempre está inclinada de modo que las gotas de agua pluvial bruscamente detenidas no puedan por efecto de la capilaridad continuar bordeando los perfiles sino que gracias al resalto caigan verticalmente.

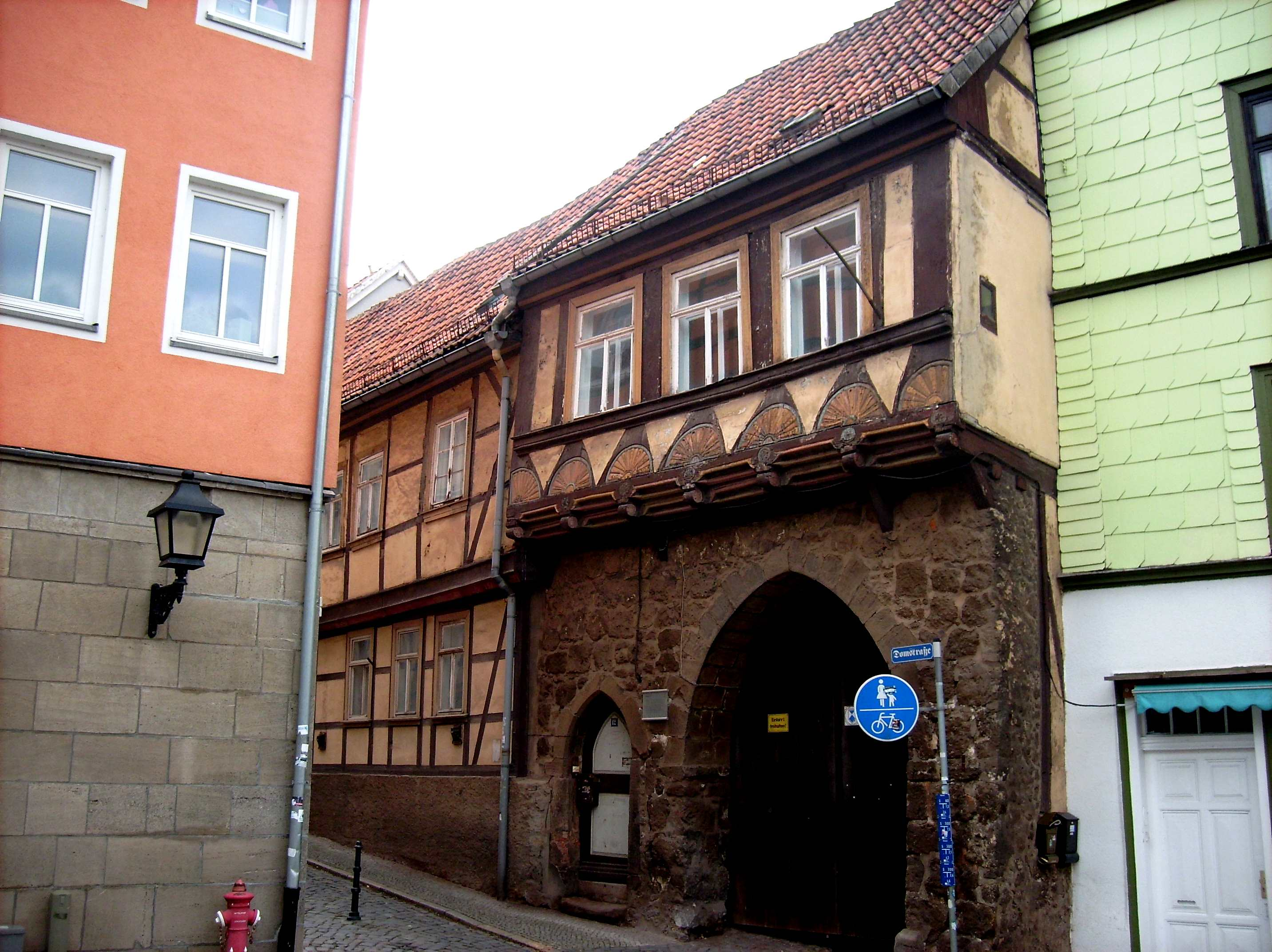
Casa en Nordhausen (Alemania) con la galería superior en saledizo
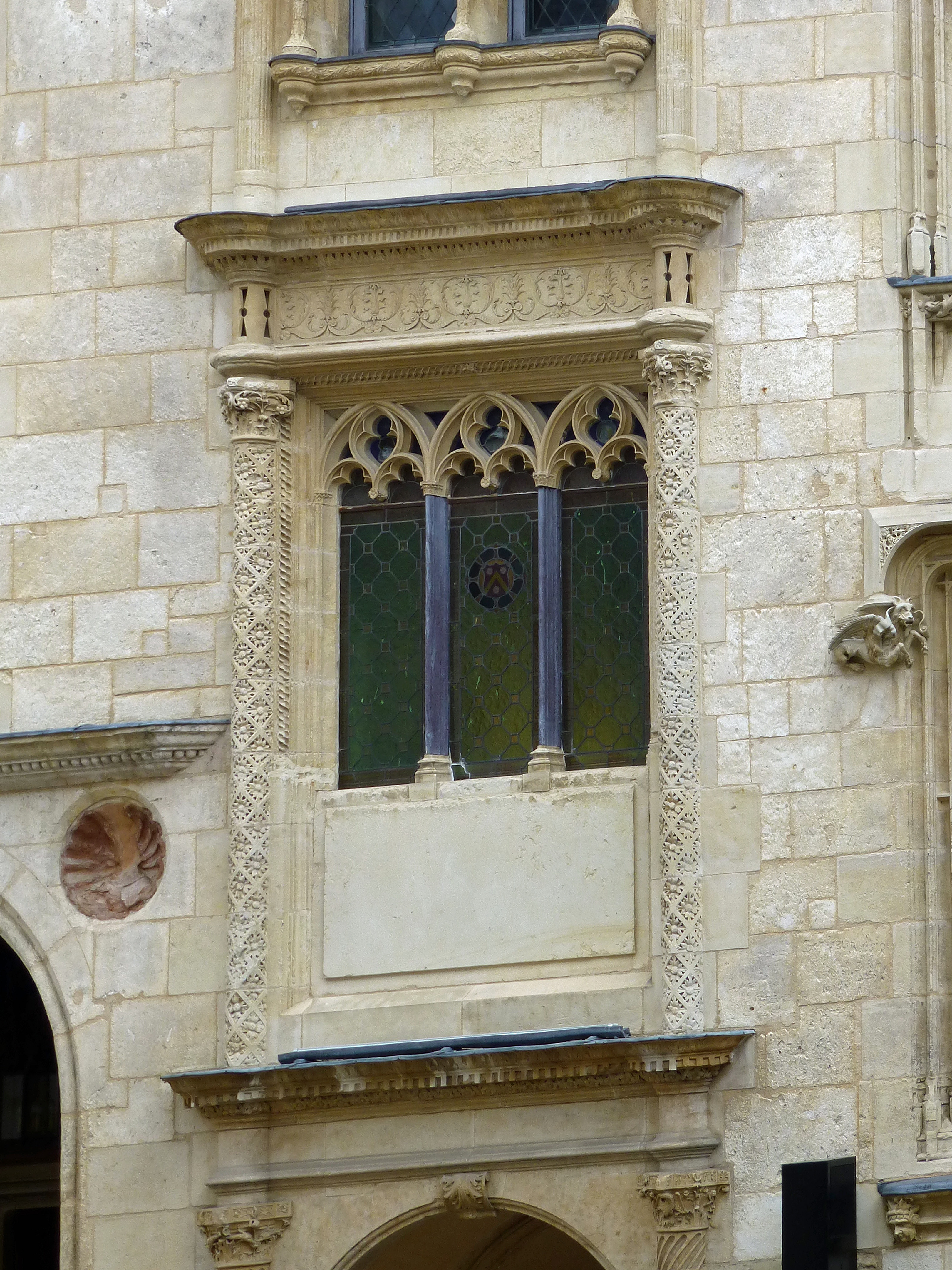
Ventana con saledizo en Bourges
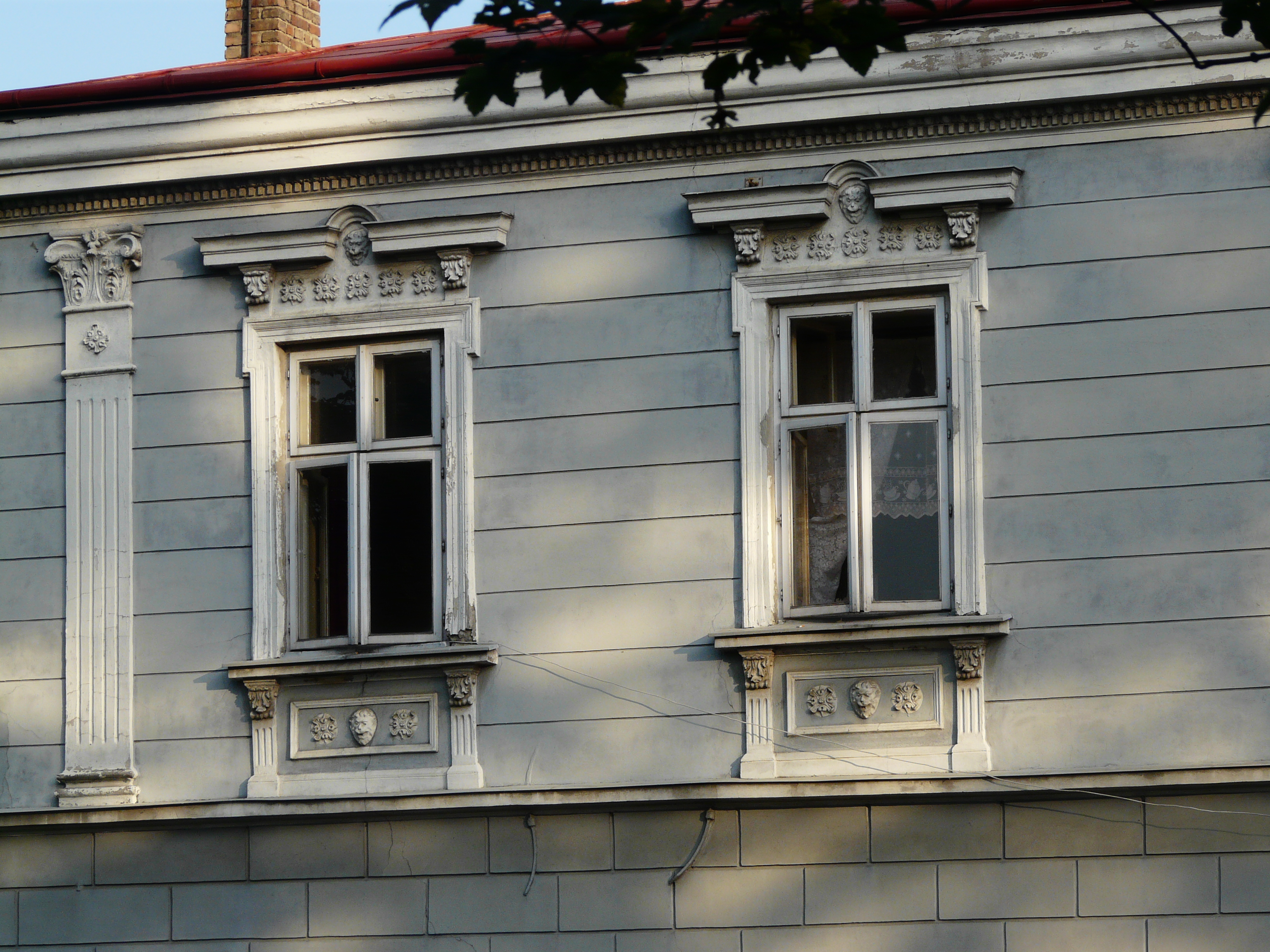
Ventanas en Dukla (Polonia)
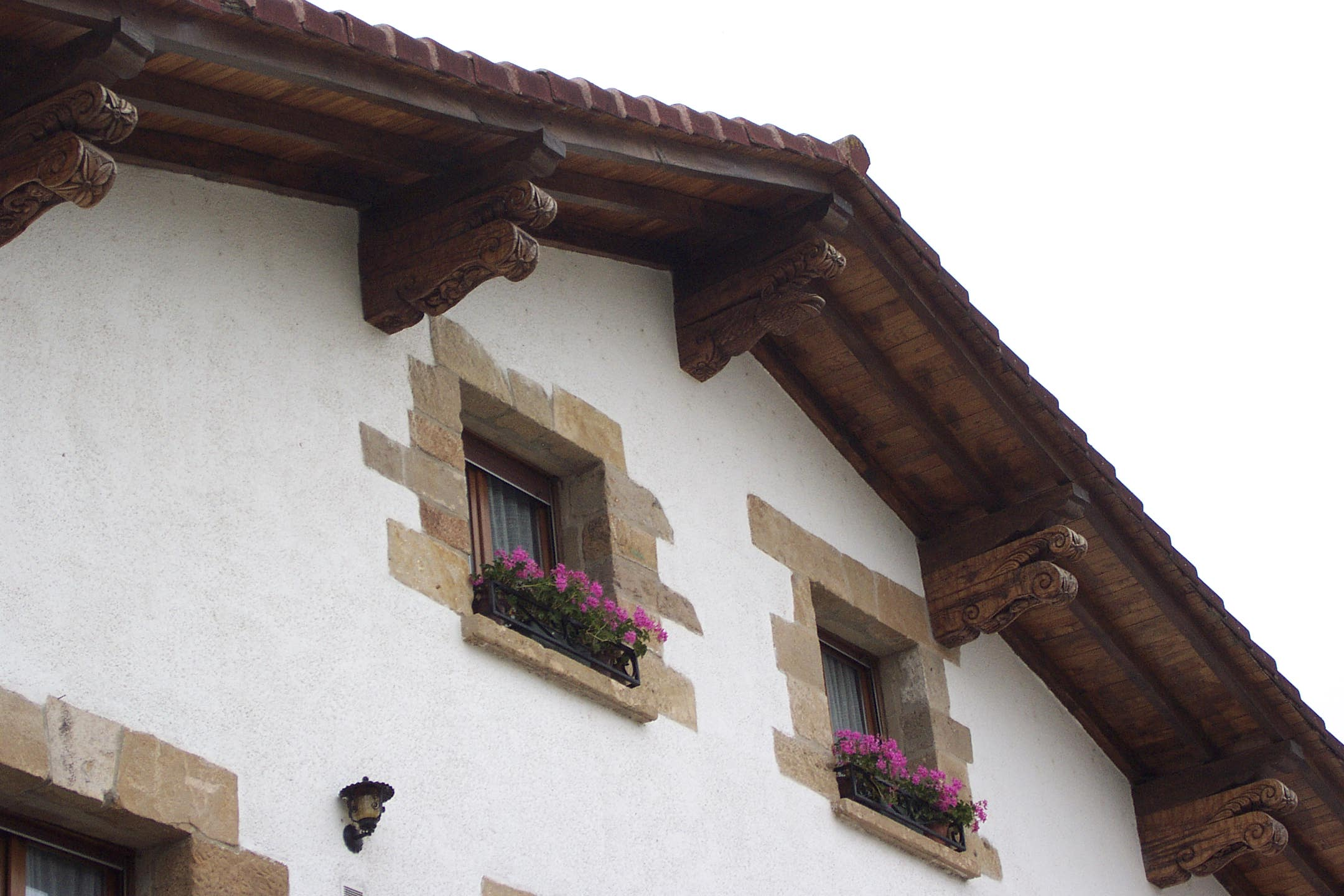
Alero en una casa tradicional